# Cuber Libre
| Recensione | Giudizio |
| ---------- | -------- |
| AllMusic   |          |

Cuber Libre è il primo album solistico del sassofonista jazz statunitense Ronnie Cuber, pubblicato dall'etichetta discografica Xanadu Records nel 1977.

## Tracce

### LP
Lato A
1. Star Eyes – 11:15 (musica: Gene de Paul, Don Raye)
2. Rifftide – 5:12 (musica: Coleman Hawkins)
3. Tin Tin Deo – 10:20 (musica: Chano Pozo, Gil Fuller)

Lato B
1. Samba d'Orfeo – 6:12 (musica: Antônio Maria, Luiz Bonfá)
2. Misty – 6:59 (musica: Erroll Garner)
3. Sudwest Funk – 5:20 (musica: Donald Byrd)
4. Prince Albert – 6:05 (musica: Kenny Dorham, Max Roach)

## Formazione
- Ronnie Cuber – sassofono baritono
- Barry Harris – piano
- Sam Jones – contrabbasso
- Albert Heath – batteria

Note aggiuntive
- Don Schlitten – produttore, direttore musicale, foto copertina album originale
- Registrato (e mixato) il 20 agosto 1976 al RCA Studios di New York City, New York
- Paul Goodman – ingegnere delle registrazioni
- Ira Gitler – note retrocopertina album originale [3]